# Татарська мова
Тата́рська мо́ва (татар теле, tatar tele або татарча, tatarça) є тюркською мовою, що належить до алтайської мовної сім'ї. Мова казанських (волзьких) татар. В Росії казанською татарською розмовляють 5 300 000 осіб, зокрема 4 500 000 татар, 520 тисяч башкирів (іноді вживається в розмовній мові), 130 тисяч росіян, 70 тисяч чувашів, 42 тисяч марійців, а також удмурти і мордва. Мова міжнаціонального спілкування у Поволжі серед татарів, башкирів, чувашів, казахів, марійців, мордви і удмуртів.

## Генезис
Сучасна татарська літературна мова сформувалась в другій половині XIX ст. шляхом зближення норм старотатарскої літературної мови з койне. Старотатарська літературна мова походить від старотюркської літературної, а старотюркська — від древньотюркської письмової літературної мови. 
Давньотюркську мову зафіксовано в текстах, написаних рунічною графікою, а старотюркська і старотатарська мови — у текстах арабської графіки.

## Діалекти

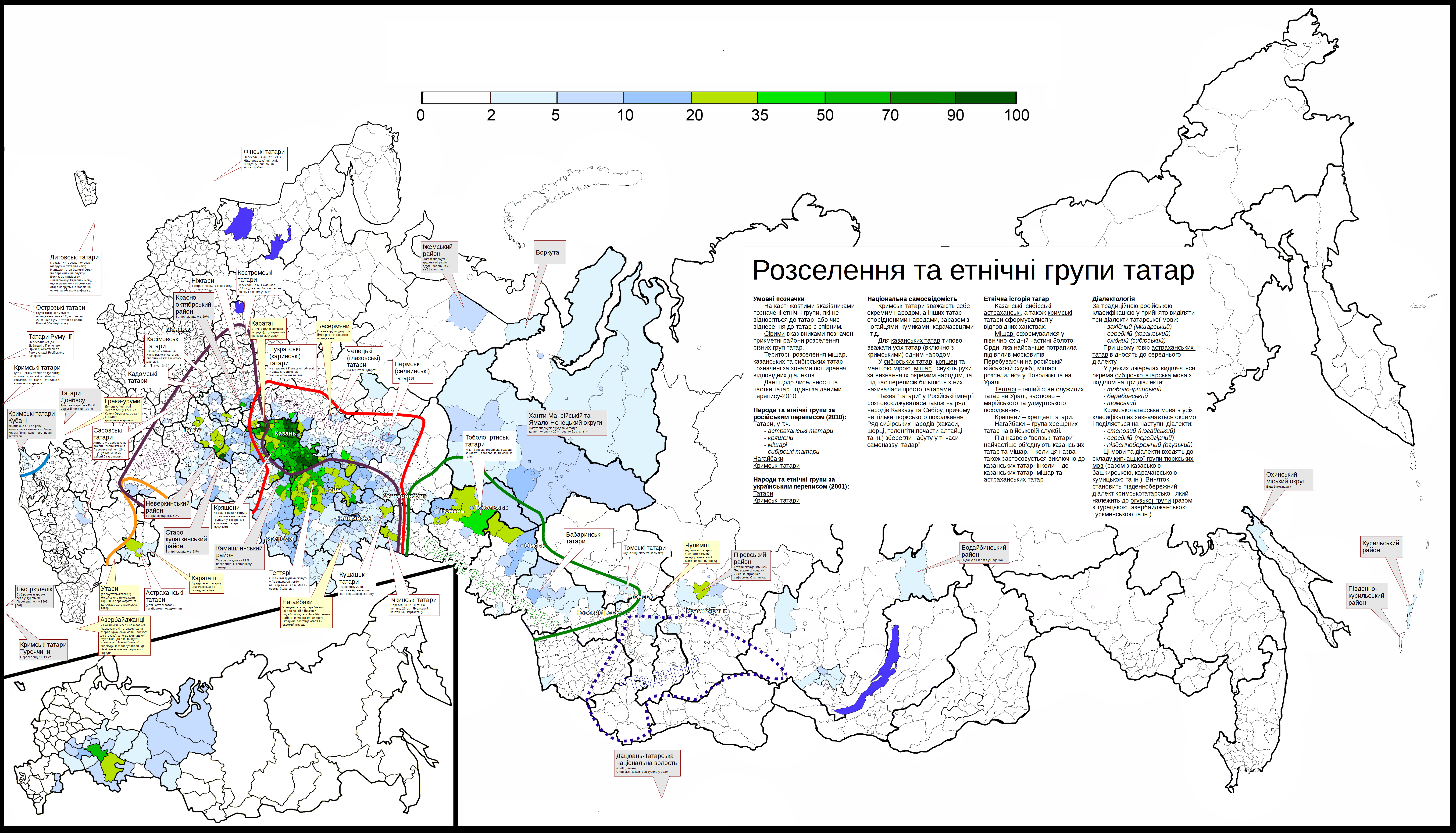
Розселення татар у Росії та діалекти татарської мови

Діалектна система татарської мови складається з центрального, західного (мішарського) та східного діалектів (мова сибірських татар). 

## Використання мови
Була державною мовою Казанського Ханства до 1552 року. Після 1917 року стала державною у Татарської РСР, а також Ідель-Урал республіки народів Поволжя. Зараз державна мова Татарстану.

## Фонетика
У татарській мові 10 сталих голосних фонем, одна з них [-ый] має дифтонгойдний характер, ще 3 - [о], [ы], [е] вживаються в російських запозиченнях. Є 26 сталих приголосних і 5 фонем, що вживаються в запозиченнях: [ц], [ш], [тч], [х '], [в]. Остання відрізняється від українського губно-губного [в], подібного звуку [w] англійській мови. 
Для вираження специфічних звуків: увулярних [к], [г], фарингального [х] і ларінгального [ '] (хамза) - не існує спеціальних букв, вони передаються у різний спосіб.

## Морфологія
У татарській немає категорії роду, поряд з синтетичними широко вживаються аналітичні часові форми дієслова, допоміжні дієслова виражають способи дії, його інтенсивність, ступінь завершеності тощо. 
Наприклад речення "Ул бик матур" перекладається одночасно і як "Вона дуже вродлива", і як "Він дуже вродливий". Питальне речення "Син аның белән сөйләшәсеңме?" можна перекласти як "Ти будеш з ним розмовляти?" або "Ти будеш з нею розмовляти?".

## Синтаксис
В татарській наявні різноманітні синтетичні підрядні речення, використовується ізафет. Татарська мова відноситься до аглютинативних мов, для неї характерний сингармонізм. Приклад аглютинативності щодо слова "кул" (рука):
куллар — руки
кулларым — мої руки
кулларымда — у моїх руках
кулларымдан — з моїх рук

## Графіка
Використовується кирилиця. До радянських часів вживалася арабська графіка. У 1927 р. радянською владою була запроваджена латинка, а з 1939 р. — знову кирилиця із додатковими літерами для позначення специфічних звуків татарської мови. Були спроби повернутися до латинки під час «перебудови», однак перехід на латинську графіку був заветований Конституційним судом РФ.
| А а | Ә ә | Б б | В в | Г г | Д д | Е е | Ё ё |
| Ж ж | Җ җ | З з | И и | Й й | К к | Л л | М м |
| Н н | Ң ң | О о | Ө ө | П п | Р р | С с | Т т |
| У у | Ү ү | Ф ф | Х х | Һ һ | Ц ц | Ч ч | Ш ш |
| Щ щ | Ъ ъ | Ы ы | Ь ь | Э э | Ю ю | Я я |     |

Порівняння татарської та турецької латинки:
| • Татарська: | Aa | Ää | Bb | Cc | Çç | Dd | Ee | Ff | Gg | Ğğ | Hh | Xx | Iı | İi | Íí | Jj | Kk | Ll | Mn | Nn | Ññ | Oo | Öö | Pp | Qq | Rr | Ss | Şş | Tt | Uu | Üü | Vv | Ww | Yy | Zz |
| • Турецька:  | Aa |    | Bb | Cc | Çç | Dd | Ee | Ff | Gg | Ğğ | Hh |    | Iı | İi |    | Jj | Kk | Ll | Mn | Nn |    | Oo | Öö | Pp |    | Rr | Ss | Şş | Tt | Uu | Üü | Vv |    | Yy | Zz |

## Наукове вивчення татарської мови
Початок наукового вивчення татарської мови пов'язують з російсько-татарським розмовником М.Котельникова (1740), «Азбукой татарского языка с обстоятельным описанием букв и складов» (М., 1778) і «Русско-татарским словарём» (1785) С.Хальфіна.
У Санкт-Петербурзі в 1801 р. була опублікована граматика татарської мови., а у 1804 р. — «Словарь российско-татарский... муллами юртовскими свидетельствованный» І.Гіганова.
У 1830-1840-і рр. в Казанському університеті при Східному розряді формувалась казанська школа тюркологів, до якої входили І.Хальфін, А.Казем-Бек, І.Березін, М.Махмудов, К.Насирі, А.Вагапов і інші. Значний внесок у вивчення татарської мови зробили Г.Алпаров, В.Богородіцкій, М.Закієв, Ф.Ганієв, Д.Тумашева, В.Хаков, Ф.Хісамова, Ф.Сафіулліна та інші.
Дослідження татарської мови ведуться в Казанському університеті, Інституті мови, літератури і мистецтва ім. Г. Ібрагімова Академії наук РТ, Єлабузьком і Набережночелнинському педагогічному інститутах, в Башкирському державному, Московському педагогічному, Тюменському університетах, Башкирському, Тобольському, Бірському, Оренбурзькому педагогічному інститутах, в Стерлітамакській педагогічної академії.
Опис фонетичного та граматичного ладу сучасної татарської літературної мови міститься в «Татарской грамматике» (т.1–3, 1993–1995; Татар грамматикасы, 1–3 т., 1998–2002; 1–3 т., 2015–2017).
У тлумачних словниках татарської мови («Татар теленең аңлатмали сүзлеге», т.1-3, 1977-1981; «Татар теленең аңлатмали сүзлеге», 2005; ред. Ф.А.Ганіев; «Татар теленең аңлатмали сүзлеге», 1-6 т., 2015-2020) представлено його словниковий і фразеологічний фонд, зафіксований в творах фольклору, художньої, наукової та публіцистичної літератури, в періодичній пресі з кінця XIX по XX ст.

## Сибірсько-татарська мова
Мова сибірських татар. Носіїв — 200 тисяч осіб. У Сибіру живе 500 тисяч татар, з яких поволзьких татар-колоністів — 300 тисяч, а решта 200 тисяч — сибірські татари.

## Приклад
«Заповіт» Т. Г. Шевченка
татарською мовою:

(переклад Ахмета Ісхака)
Сөекле Украинама

Күмегез, үлгәч, мине,

Киң даланың уртасында

Сайлап иң Калку җирне.

Киң болыннар, текә ярлар

Шуннан күренеп торсын,

Днепроның шаулап акканы

Ишетелерлек булсын.

Украинадан әгәр дә

Акса дошманның канны

Зәңгәр диңгезгә… Торып мин,

Калдырып кыр, тауларны,

Очармын башым ияргә

Алланың үз янына…

Шул көнне күрмичә ләкин

Ышаналмыйм мин аңа.

Мине күмгәч, күтәрелеп,

Өзегез богуларны.

Сугарсын җирдә ирекне

Дошманның явыз каны!

Һәм шунда тату, ирекле

Бөек яңа семьядә

Яхшы, елы сүзләр белән

Хәтерләгез мине дә!

(Джерело: Т. Г. Шевченко, Заповіт мовами народів світу, К., «Наукова думка», 1989)